# Henry Lancelot Paxton Hallett
Henry Lancelot Paxton Hallett CSsR (* 9. März 1916 in Pietermaritzburg, Südafrikanische Union; † 30. Januar 1990) war ein südafrikanischer römisch-katholischer Ordensgeistlicher und Bischof von Rustenburg.

## Leben
Henry Lancelot Paxton Hallett trat der Ordensgemeinschaft der Redemptoristen bei und legte am 8. September 1948 die Profess ab. Am 20. September 1953 empfing er das Sakrament der Priesterweihe. Papst Paul VI. bestellte ihn am 29. September 1971 zum ersten Apostolischen Präfekten von Rustenburg.
Am 18. November 1987 wurde Henry Lancelot Paxton Hallett infolge der Erhebung der Apostolischen Präfektur Rustenburg zum Bistum erster Bischof von Rustenburg. Der Erzbischof von Pretoria, George Francis Daniel, spendete ihm am 30. Januar 1988 die Bischofsweihe; Mitkonsekratoren waren der Bischof von Johannesburg, Reginald Joseph Orsmond, und der Bischof von Gaborone, Boniface Tshosa Setlalekgosi.